# Hồi đá vôi
Hồi đá vôi hay cẳng tó (danh pháp: Illicium difengpi) là một loài thực vật có hoa trong họ Schisandraceae. Loài này được B.N. Chang miêu tả khoa học đầu tiên năm 1977.